# Eric Allan Kramer
Eric Allan Kramer (Grand Rapids, 26 maart 1962) is een Amerikaans acteur, waarschijnlijk het meest bekend als Little John in Robin Hood: Men in Tights, of als Thor in The Incredible Hulk Returns. Hij speelt ook in de Disney Channel sitcom Good Luck Charlie als Bob Duncan en in de afgeleide speelfilm daarvan Good Luck Charlie, It's Christmas!.
Kramer treedt ook op in het theater als lid van de Antaeus Classical Rep Company in Los Angeles. Hij ontving een Ovatti Award nomination voor zijn rol in het toneelstuk The Wood Demon.